# 迪尔克·艾滕博哈德
迪尔克·艾滕博哈德（荷蘭語：Dirk Uittenbogaard，1990年5月8日—），荷兰男子赛艇运动员。他曾代表荷兰参加2016年和2020年夏季奥林匹克运动会赛艇比赛，获得一枚金牌和一枚铜牌。